# 1440
1440(천사백사십)은 1439보다 크고 1441보다 작은 자연수다.

## 수학
- 합성수로, 그 약수는 총 36개다. (1, 2, 3, 4, 5, 6, 8, 9, 10, 12, 15, 16, 18, 20, 24, 30, 32, 36, 40, 45, 48, 60, 72, 80, 90, 96, 120, 144, 160, 180, 240, 288, 360, 480, 720, 1440)
  - 1440의 진약수의 합은 3474이므로, 1440은 과잉수다.
- {\displaystyle 1440=12^{2}+36^{2}}
  - 서로 다른 두 자연수의 제곱합으로 나타낼 수 있다.
- {\displaystyle 17^{4}-1}은 1440으로 나누어떨어진다.
- 십각형의 모든 내각의 합은 1440°다.

## 과학·기술
- NGC 1440: 에리다누스자리 방향에 있는 렌즈형은하.
- IBM 1440(영어판): 1962년에 발표된 IBM의 컴퓨터.
- 1440p: 디스플레이 해상도의 축약어.
- 1080p 4:3 해상도의 가로 화소수는 1440픽셀이다.

## 문화유산
- 대한민국의 보물 제1440호: 백자대호 (해제)[a]

## 기타
- 연도: 1440년, 기원전 1440년
- 1440년대
- 1440 커널(영어판): 미국 루이지애나주 뉴올리언스에 있는 사무용 건물.

## 같이 보기
- 1000